# Canon EOS 5D
EOS 5D là thân máy ảnh phản xạ ống kính đơn kỹ thuật số (DSLR) 12,8 megapixel do Canon sản xuất. EOS 5D được Canon công bố vào ngày 22 tháng 8 năm 2005, và tại thời điểm đó có giá cao hơn so với EOS 20D nhưng thấp hơn so với EOS-1D Mark II và EOS-1Ds Mark II trong dòng máy ảnh DSLR kỹ thuật số của Canon. Máy ảnh tương thích với ống kính ngàm EF.
EOS 5D đáng chú ý là máy ảnh DSLR full-frame đầu tiên có kích thước thân máy tiêu chuẩn (trái ngược với kiểu thân máy ảnh "chuyên nghiệp" cao hơn, có báng cầm đôi). Nó cũng đáng chú ý về mức giá của nó, được đề xuất ở mức US $ 3299 không bao gồm ống kính, một mức giá mới thấp hơn cho các máy ảnh DSLR full-frame; đối thủ cạnh tranh duy nhất của nó tại thời điểm đó là Canon 1Ds Mark II, có giá cao hơn gấp đôi.
Vào ngày 17 tháng 9 năm 2008, Canon đã công bố phiên bản kế nhiệm của EOS 5D, Canon EOS 5D Mark II.

### Cảm biến và xử lý hình ảnh
5D có bộ xử lý DIGIC II và  Cảm biến CMOS full-frame với 13,3 triệu điểm ảnh (12,7 triệu điểm ảnh hiệu dụng) và mật độ điểm ảnh 1,5 megapixel trên mỗi cm vuông. Dãy ISO từ 100 đến 1600, có thể điều chỉnh trong 1/3 bước (ISO có thể được mở rộng thành L: 50 hoặc H: 3200 với Custom function)..ISO 50 làm giảm dynamic range ở vùng sáng.
5D có chín điểm lấy nét tự động (cộng với sáu "điểm AF hỗ trợ vô hình" chỉ khả dụng khi theo dõi lấy nét liên tục) được sắp xếp theo mô hình kim cương nằm ngang. Hệ thống AF là một bản nâng cấp nhỏ so với hệ thống trên 20D.    Chiếc máy ảnh này sử dụng TTL 35 vùng đo SPC với bốn chế độ đo sáng (Evaluative, center-weighted, partial, spot) và bù trừ phơi sáng từ -2 EV đến 2 EV với bước 1/3 EV. Đo sáng flash E-TTL II được cung cấp.

### Màn trập
Màn trập có tuổi thọ lên đến 100.000 bức ảnh, và có khả năng tăng tốc lên tới 1/8000 giây, với tốc độ đồng bộ flash là 1/200 giây.

### Công thái học

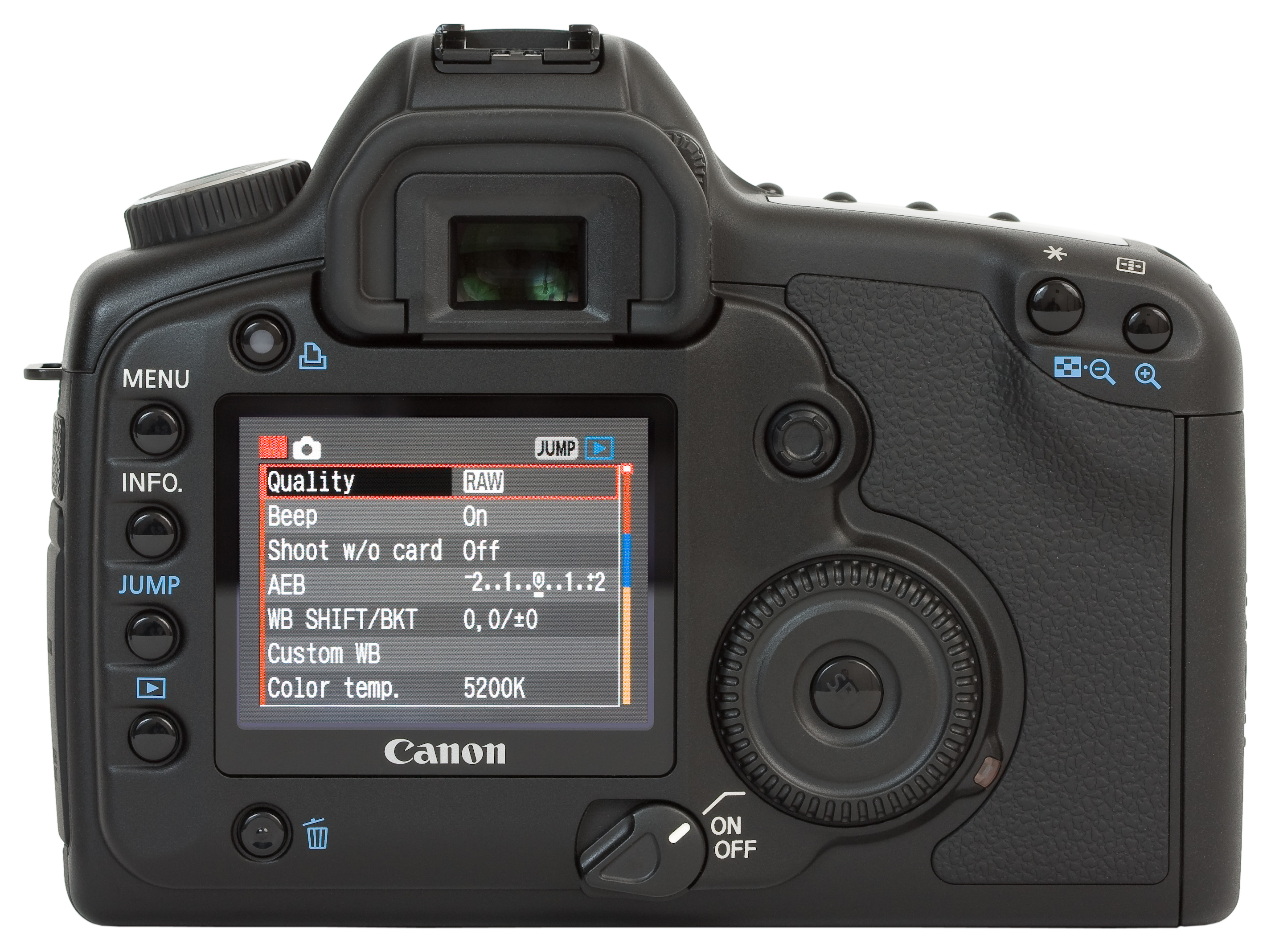
Mặt sau của máy ảnh Canon EOS 5D

5D có thiết kế rất giống với 20D và hầu hết các điều khiển đều giống hệt nhau hoặc gần như vậy. Sự khác biệt bao gồm:
- Một khung ngắm pentaprism lớn hơn và sáng hơn nhiều với độ bao phủ khoảng 96%.Loại  bỏ đèn flash cóc.
- Một màn hình lớn hơn, 230.000 pixel, 2,5 "(63 mm) loại màn hình tinh thể lỏng màu LCD.

### Tốc độ
5D có thể chụp tối đa 3 khung hình mỗi giây, với bộ đệm có thể lưu trữ tới 60 hình ở chế độ JPEG lớn và tối đa 17 hình ở định dạng RAW.

### Kích thước vật lý
- Kích thước (LxHxW): 152 x 113 x 75   mm (6.0 x 4.4 x 2.9 in)
- Trọng lượng (chỉ thân w / pin): 895 g

### Đánh số tập tin
5D là sản phẩm bán chuyên đầu tiên của Canon có thể lưu trữ 9.999 hình ảnh một thư mục (từng độc quyền cho dòng EOS-1D), không giống như những người tiền nhiệm của nó, chỉ 100 hình ảnh được lưu trữ.

### Phần mềm
Gói bao gồm các phần mềm sau:
- Digital Photo Professional
- ZoomBrowser EX / ImageBrowser
- PhotoStitch
- EOS Utility
- Picture Style Editor

EOS 5D tương thích với phần mềm Magic Lantern (chỉ phiên bản cũ).